# Женский презерватив
Женский презерватив (фемидом, от англ. female + condom) представляет собой вставляемую во влагалище трубку из полиуретана или подобного эластичного материала диаметром около 8 см и длиной около 18 см с более жёсткими кольцами на обоих концах презерватива, одно из которых вводится во влагалище подобно диафрагме, а второе остаётся снаружи.

## Особенности
- Использование женского презерватива не зависит от того, насколько эрегирован половой член.
- Из-за отсутствия данных нельзя однозначно сказать, насколько хорошо может защитить женский презерватив от беременности. Для модели из полиуретана индекс Перля задан от 5 до 25, что приблизительно соответствует обычному презервативу[1].
- Может быть использован людьми, имеющими аллергию на латекс, так как изготовляется также из полиуретана.

## Недостатки
- Согласно проведённым в США исследованиям, у 48 % женщин использование женского презерватива вызывало неприятные ощущения и даже боль[2].
- У 30 % женщин использование фемидома вызывает раздражение, зуд и жжение[2].
- По мнению многих, подтверждаемому американской организацией Planned Parenthood («Планирование рождаемости», англ.), торчащее из влагалища наружное кольцо женского презерватива «портит настроение» или же «отбивает охоту»[3], то есть вносит в процесс психологический дискомфорт.